# Rolf Gustav Haebler

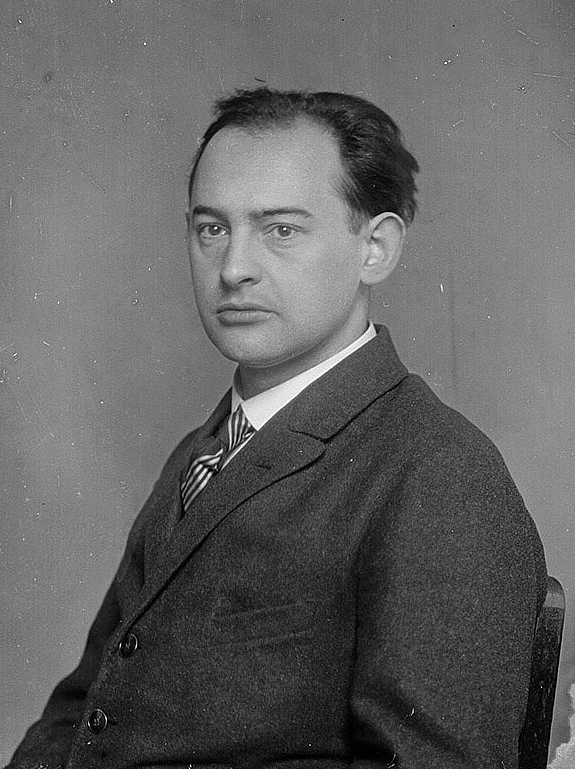
Haebler als Abgeordneter des badischen Landtags

Rolf Gustav Haebler (* 11. Februar 1888 in Lichtental (Baden-Baden); † 11. April 1974 in Baden-Baden) war ein deutscher Politiker, Heimatforscher und Schriftsteller.

## Leben und Wirken
Ab 1905 war Rolf Gustav Haebler als Redakteur und freier Journalist publizistisch tätig. Ab 1908 arbeitete er als Lehrer. Er gründete 1918 die Arbeitsgemeinschaft sozialdemokratischer Lehrer in Baden und war Mitgründer des Bundes Religiöser Sozialisten in Baden. Ab 1923 gehörte er dem Landtag der Republik Baden an. 1933 wurde er von den Nationalsozialisten aus dem Schuldienst entlassen, 1941 bekam er ein „Schreibverbot“ auferlegt, 1944 holte ihn die Gestapo. Ab 1956 war Haebler Stadtrat in Baden-Baden und folgte damit seiner Frau Olga Haebler.
Nach eigenen Angaben war er ein Nachfahre des Unternehmers Franz Anton Dürr.

## Werke
Neben den folgenden Werken entstand aus seiner Feder ein Drama, ein Roman, politische Novellen und viele weitere politische und wissenschaftliche Aufsätze.
- Demokratie, Sinn oder Unsinn? 1947.
- Ein Staat wird aufgebaut. 1948.
- Badische Geschichte. 1951.
- In Memoriam Ludwig Frank. 1954.
- Ein Jahrhundert Moninger Bier: 1856–1956. 1957.
- Heimatpflege der Stadt und des Kurorts Baden-Baden – Eine Denkschrift. 1963.
- Geschichte der Stadt und des Kurortes Baden-Baden. Zwei Bände. 1969.
- Franz Anton Dürr. Markgräflicher Consiliarius Commercium et Aerarii Serenissimi. Lebensbild eines Badischen Unternehmers im 18. Jahrhundert. In: Die Ortenau. 66. Jahresband 1961 (online).

## Ehrungen

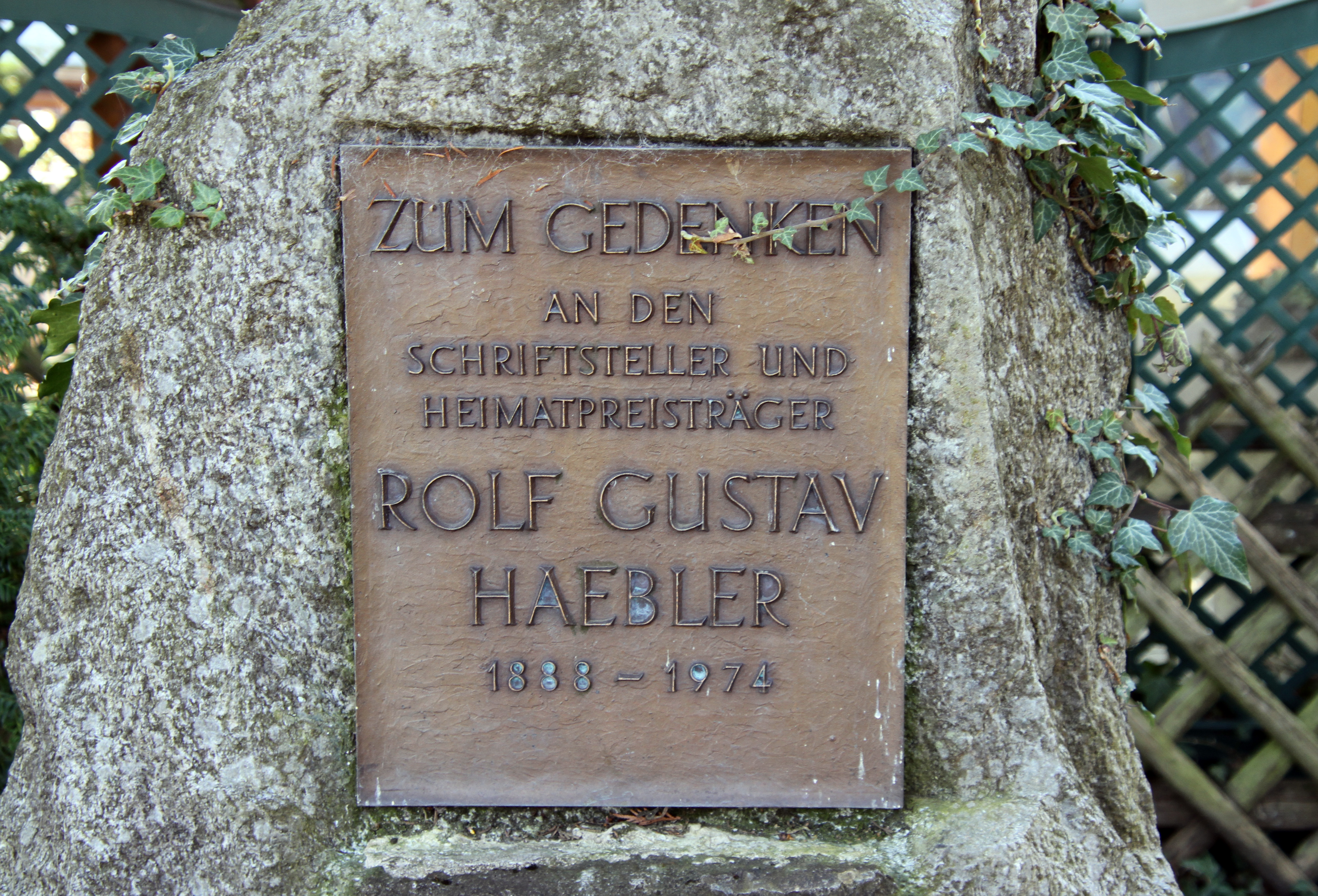
Gedenktafel in Baden-Baden, Beuerner Straße/Am Sauersbosch

- Bundesverdienstkreuz am Bande (4. März 1958)[2]
- Stadtarchivar e. h.
- Heimatpreis der Stadt Baden-Baden
- Preis der Otto-Wels-Gesellschaft Baden-Baden
- Ehrenvorsitzender der Philosophischen Gesellschaft Baden-Baden
- Ehrenvorsitzender der SPD in Baden-Baden
- Ehrenmitglied des Presseverbandes Baden
- Ehrenmitglied des Landesvereins Badische Heimat[3]
- Ehrenmitglied des Historischen Vereins für Mittelbaden[3]

Sein Nachlass befindet sich im Stadtarchiv Baden-Baden.